# ピエトロ・ロッシ (動物学者)

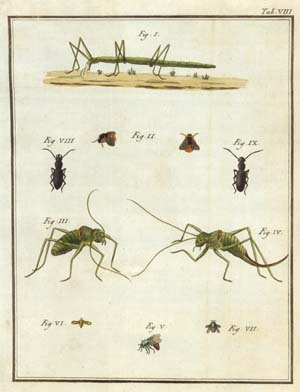
『エトルリアの動物』(1790)の図版

ピエトロ・ロッシ（Pietro Rossi、 1738年 - 1804年12月21日）は、イタリアの科学者、昆虫学者である。
フィレンツェで生まれた。ピサ大学で学び、1759年に哲学と医学の学位を得た。1763年から論理学の教授となり、1801年までその職にあった。1801年に世界ではじめて設けられた、昆虫学の教授に就任した。
500種以上の昆虫やクモ類を記載した。著書の『エトルリアの動物』（"Fauna etrusca" :1790）や『マンテッサ・インセクトルム』（"Mantissa insectorum" :1792）は昆虫学のパイオニア・ワークで、現在も分類学や生物学命名法の分野で重要な文献として評価されている。
ロッシの集めたコレクションの一部はドイツ、ブラウンシュヴァイクのヨハン・クリスティアン・ルードヴィッヒ・ヘルヴィッヒが所有した後、ベルリンのフンボルト博物館で保存されている。1793年にスウェーデン王立科学アカデミーの外国人会員に選ばれた。ロッシの没後、ピエトロ・ロッシ昆虫博物館はミラノ市立自然史博物館（Museo Civico di Storia Naturale de Milan in Milan）に統合された。

## 著書
- Fauna etrusca, 1790.
- Mantissa Insectorum, 1792.